# 朝鮮民主主義人民共和国社会主義憲法
朝鮮民主主義人民共和国社会主義憲法（ちょうせんみんしゅしゅぎじんみんきょうわこくしゃかいしゅぎけんぽう、朝: 조선민주주의인민공화국 사회주의헌법, 英: Socialist Constitution of the Democratic People's Republic of Korea）は、朝鮮民主主義人民共和国（北朝鮮）の憲法。
過去の憲法には1948年憲法（朝鮮民主主義人民共和国憲法）、1972年憲法（以後が朝鮮民主主義人民共和国社会主義憲法）、1992年憲法がある。現行憲法は1998年憲法で、2009年、2012年、2016年、2019年4月、2019年8月、2023年、2024年に改正された。
各改正憲法は、2009年憲法、2012年憲法、2016年憲法、2019年憲法、2023年憲法とも呼ばれる。

## 沿革
- 1948年9月8日：朝鮮民主主義人民共和国憲法（1948年憲法）を承認。
- 1972年12月27日：最高人民会議第5期第1回会議において、朝鮮民主主義人民共和国社会主義憲法を制定（1972年憲法）。
- 1992年4月9日：最高人民会議第9期第3回会議において、1972年憲法を修正・補充（1992年憲法）。
- 1998年9月5日：最高人民会議第10期第1回会議において、1992年憲法を修正・補充（1998年憲法）。
- 2009年4月9日：最高人民会議第12期第1回会議において、1998年憲法を修正・補充（2009年憲法）。
- 2010年4月9日：最高人民会議第12期第2回会議において2009年憲法を修正。
- 2012年4月13日：最高人民会議第12期第5回会議において、2009年憲法を修正・補充（2012年憲法）。
- 2013年4月1日：最高人民会議第12期第7回会議において修正・補充。
- 2016年6月29日：最高人民会議第13期第4回会議において、2013年憲法を修正・補充（2016年憲法）。国防委員会を国務委員会に改編し、担当業務を国家事業全体に拡大。最高裁判所、最高検察所を中央裁判所、中央検察所に変更した。
- 2019年4月：最高人民会議で改正（ネナラによる対外的公表は同年6月）。金正恩のポストである国務委員長の職務を「最高指導者」から外交権限を含む「国家を代表する最高指導者」に、国防に関する条文は「革命の首脳部を保衛」から「金正恩同志を首班とする党中央委員会を決死擁護」にそれぞれ修正した[5]。
- 2019年8月29日：最高人民会議で改正。金正恩の職務である「国家を代表する最高指導者」の権限を強化[6]。
- 2023年9月28日：最高人民会議で改正。
- 2024年10月8日：最高人民会議で改正[9]。